# Real-time Transport Protocol
Real-time Transport Protocol (nebo RTP) je protokol standardizující paketové doručování zvukových a obrazových dat po internetu. Byl vyvinut pracovní skupinou Audio-Video Transport při IETF a poprvé publikován v roce 1996 jako standard RFC 1889, později nahrazený RFC 3550.
Protokol se často používá v systémech proudového přenosu (ve spojení s RTSP), jako je telefonie, videokonference a systémy push to talk. Přenáší pro ně datové toky vyjednané signálními protokoly, jako jsou H.323 nebo SIP, čímž je jedním z technických základů technologií VoIP. Data RTP jsou nejčastěji přenášena pomocí protokolu UDP.
Dle RFC 1889 zahrnují služby pracující s RTP určení užitečného zatížení, číslování sekvencí,
časové razítkování a sledování přenosu.

## RTP Control Protocol (RTCP)
RTP Control Protocol (RTCP) slouží k řízení relace RTP na základě sledování kvality toku. Zatímco pakety RTP jsou odesílány po milisekundách, RTCP pracuje v řádu sekund a tvoří tak asi jen 5 % přenášených dat. RTCP obvykle využívá port o jedničku větší než RTP.

## Související RFC
RTP publikovala také Mezinárodní telekomunikační unie (ITU-T) jako H.225.0; tento dokument byl později zrušen, protože IETF místo něj publikovala definitivní internetový standard (STD 64) RFC 3550 (čímž se RFC 1889 stal zastaralým). RFC 3551 (STD 65) (který nahradil RFC 1890) definuje speciální profil pro audio a video konference s minimální kontrolou. RFC 3711 definuje profil Secure Real-time Transport Protocol (SRTP) (aktuálně rozšíření k RTP profilu pro audio a video konference), který může být použit (také) k zajištění utajení, ověření zpráv, a k ochraně před opětovným přehráním pro přenos audio a video toků dat.

### RFC
- RFC 3551, STD 65, RTP Profile for Audio and Video Conferences with Minimal Control
- RFC 3550, STD 64, RTP: A Transport Protocol for Real-Time Applications
- RFC 1890, zastaralé, RTP Profile for Audio and Video Conferences with Minimal Control
- RFC 1889, zastaralé, RTP: A Transport Protocol for Real-Time Applications